# ミン・ウォン
ミン・ウォン（Ming Wong、1971年 - ）は、シンガポール共和国とドイツ共和国のベルリンを拠点として居住、活動している。男性。
主に1970年代や1980年代の映画を模倣した映像を制作し、複数のスクリーンや鏡を使用した展示をする。また、ミン・ウォン自身が映像作品に出演し、男女ともに複数の役を演じることもある。
2009年の第53回ベネチア・ビエンナーレでは、シンガポール出身の作家としては初めて、審査員特別賞 (Special mention) を受けた。
2011年には東京都品川区の原美術館にて、日本で最初の個展「ミン・ウォン ライフ オブ イミテーション」が開催された。その際に展示されたのは、第53回ベネチア・ビエンナーレで審査員特別賞を受賞したシンガポールパビリオンを原美術館に合わせて再構成したものであった。

## 年譜
- 2000年、ACAVA First Base Studio Award（イギリス）受賞。
- 2003年、 London Artists Film & Video Award（イギリス）受賞。
- 2008年、Wollita Kulturpreis（ドイツ、ベルリンの文化賞）受賞。
- 2009年、 第53回ベネチアビエンナーレ審査員特別賞 (Special mention) を受賞。

## 主な作品
作家本人の公式サイトで発表されているこれまでの作品は以下の通り。
（各作品に関する説明も同サイトから日本語に翻訳して引用している。）
- Life of Imitation (2009)

　13分のデジタルビデオを2枚のスクリーン用いてループ再生するインスタレーション作品。ハリウッドメロドラマ「悲しみは空の彼方に」（英題：Imitation of Life）の1シーンから着想を得たもの。出演者はSebastian Tan、 Moe Kasim、 Alle Majeed
- In Love for the Mood (2009)

　4分のデジタルビデオを3スクリーンを用いてループ再生するインスタレーション作品。1960年代の香港映画「花様年華」（英題：In the Mood for Love）の1シーンから着想を得たもの。出演者はKluane Saunders 
- iBienvenido Mr Wong! (2009)

　1分50秒のデジタルビデオと4分16秒のデジタルビデオを2枚のスクリーンを用いてループ再生するインスタレーション作品。1950年代のスペインコメディー映画「Welcome Mr. Marshall!」の1シーンから着想を得たもの。出演者はミン・ウォン本人
- Angst Essen / Eat Fear (2008)

　27分のデジタルビデオのインスタレーション。
- Filem-Filem-Filem (2008)

　ポラロイドカメラの写真とデジタルビデオのインスタレーション。
- Lerne Deustch mit Petra Von Kant (2007)

　10分のデジタルビデオのインスタレーション。ドイツ映画「ペトラ・フォン・カントの苦い涙」(英題：The Bitter Tears of Petra von Kant)から着想を得たもの。
- Inter Galactic Speed Dating (2006)

　2006年に行われたインタラクティブ・ライブ・アートイベント。
- Four Malay Stories (2005)

　25分のデジタルビデオ作品4本を4枚のスクリーンを用いてループさせるインスタレーション作品。
　マレードラマから着想を得ている。出演者はミン・ウォン本人。
- HOMOFONIA (2005)

　2005年に行われたインタラクティブ・ライブ・アートイベント。
- Whodunnit? (2003/2004)

　32分のデジタルビデオのインスタレーション。
- The Angel of Westminster (2002)

　デジタルアニメーション作品。
- Ham&cheesomelet (2001)

　シェイクスピアの「ハムレット」から着想を得たビデオインスタレーション作品。
- MONOLOGUE (2000)

　デジタルビデオのインスタレーション。
- Guess Who's Comming to Dinner Now? (2000)

　3枚のスクリーンを用いたデジタルビデオのインスタレーション。